# Resolutie 2336 Veiligheidsraad Verenigde Naties
Resolutie 2336 van de Veiligheidsraad van de Verenigde Naties werd op 31 december 2016 unaniem aangenomen door de VN-Veiligheidsraad. De door Rusland en Turkije opgestelde resolutie steunde de bemiddelingspoging van beide landen om tot een nieuw staakt-het-vuren en een politiek proces te komen in Syrië, en gaf deze meer legitimiteit. Met de tekst steunde de Veiligheidsraad niet het staakt-het-vuren zelf, waarover op dat moment reeds een akkoord was bereikt.

## Standpunten
De Amerikaanse vertegenwoordiger zei dat de leden van de Veiligheidsraad de dag voordien pas op de hoogte waren gebracht van het Russisch-Turkse voorstel tot wapenstilstand, en nog niet alle details kenden of beschikbaar waren. De Verenigde Staten hadden voor gestemd omdat de tekst een "juiste balans was tussen voorzichtig optimisme en de realistische noodzaak om te zien hoe het zou worden uitgevoerd". Het was nog afwachten hoe de partijen met elkaar verzoend konden worden.
De Franse vertegenwoordiger zei dat zijn land elk initiatief dat Syrische levens zou redden of de crisis beëindigen zou steunden, en had daarom voor gestemd. Het was echter niet geweten welke groeperingen deel uitmaakten van het akkoord of in hoeverre ze erachter stonden, en welke als terreurgroepen werden aangemerkt. Andere vertegenwoordigers voegden daaraan toe dat het akkoord de inspanningen onder leiding van de speciaal gezant voor Syrië van de Verenigde Naties moest vooruithelpen. Ook werden vragen gesteld bij het offensief van de Syrische regering samen met Hezbollah in Wadi Barada.
De Russische vertegenwoordiger was eerst niet van plan geweest iets te zeggen daar hij vond dat de resolutie voor zich spreekt, maar zei nu toch dat het bereikte akkoord het resultaat was van enorme inspanningen en vele gesprekken, en dat het belangrijk was dat de Veiligheidsraad hier achter stond. Wie niet kon of wilde helpen mocht de zaken ook niet bemoeilijken door twijfels te zaaien en achterhaalde clichés te blijven herhalen.

## Achtergrond

### Burgeroorlog
In 2011 braken in navolging van andere Arabische landen ook in Syrië protesten uit tegen het regime van president Bashar al-Assad. Dat regime probeerde de protesten met harde hand neer te slaan, waarbij duizenden doden vielen. De protesten mondden gaandeweg uit in een burgeroorlog tussen de regering, verscheidene oppositiegroepen en extremistische groeperingen. Een van die groeperingen was Islamitische Staat, dat niet enkel in Syrië en Irak gewelddaden beging, maar ook terreuraanslagen pleegde in andere landen. Daarom voerden een aantal landen, waaronder de VS, Rusland en Frankrijk, luchtaanvallen uit op IS-bolwerken in Syrië. Westerse landen steunden de rebellen, terwijl Rusland Assad bleef steunen en ook de rebellen bombardeerde. In 2016 vielen troepen uit buurland Turkije Syrië binnen, ter ondersteuning van de rebellen, maar ook tegen de door het Westen gesteunde Koerdische rebellen. Door de grote steun van Rusland en via Hesbollah ook Iran kreeg Assad de bovenhand, en kon hij eind 2016 de strategische stad Aleppo heroveren.

### Bemiddeling door Rusland en Turkije

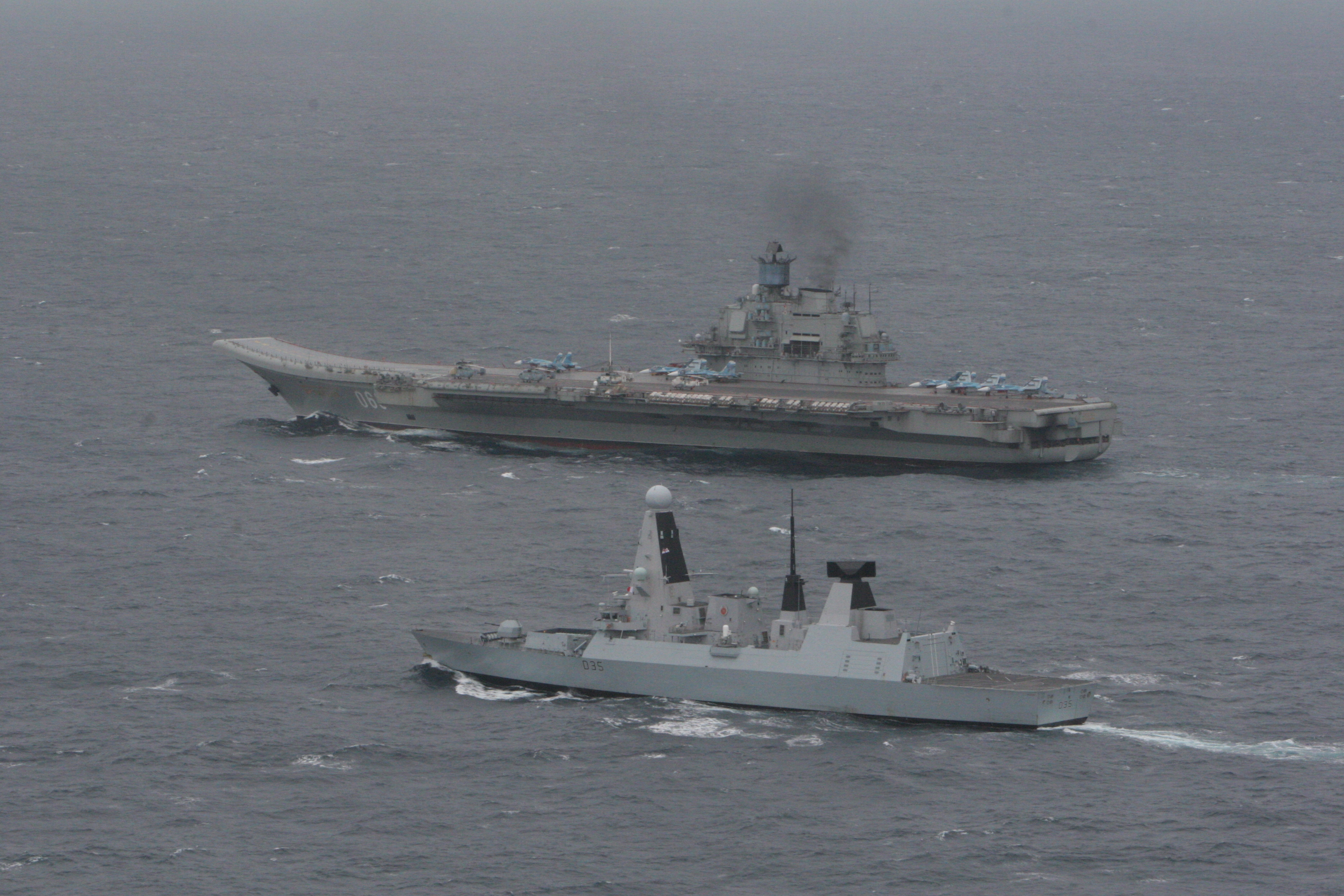
Een Brits marineschip escorteert het Russische vliegdekschip "Admiraal Koeznetsov" en diens begeleidende schepen door het Kanaal in 2014. Ditzelfde schip werd in oktober 2016 naar de Middellandse Zee gestuurd voor de operaties in Syrië.

Zowel Rusland als Turkije hadden al een tijdje verzuurde relaties met de Westerse landen. Rusland sinds de annexatie van de Krim en Turkije sinds het na de mislukte staatsgreep in juli 2016 maar weinig woorden van steun had gekregen. Door die laatste gebeurtenis en de vele IS- en Koerdische terreuraanslagen in Turkije was de houding van de Turkse president Erdoğan gewijzigd, en was hij minder tegen het regime van Assad gekant. Hij zocht toenadering tot Rusland, en belandde zo mee aan de onderhandelingstafel.
De Verenigde Staten hadden weinig greep op de strijd tussen regering en oppositie in Syrië, daar het enkel enkele rebellengroepen materieel steunde. Bovendien bevond het land zich in een machtsvacuüm in de maanden tussen de verkiezing en de inauguratie van de nieuwe president Donald Trump. Daarmee was een ideaal moment gekomen voor Rusland, Turkije en Iran om met een vredesinitiatief in de kijker te komen. Het overgangsteam van president-in-spe Trump werd later wel uitgenodigd om deel te nemen aan de gesprekken in Astana, alsook vertegenwoordigers van de Verenigde Naties.
Het initiatief had geleid tot een overeenkomst tussen de strijdende partijen in Syrië om op 30 december 2016 omstreeks 0 uur lokale tijd de wapens neer te leggen; het derde bestand al in 2016. Terreurgroepen als Islamitische Staat en Al-Nusra waren hiervan uitgezonderd. Tegen hen zou de strijd gewoon door blijven gaan. Rusland en Turkije gingen ook samen een commissie oprichten en controleposten vestigen om toe te zien op het staakt-het-vuren.
Rusland had zelf ook een troepenmacht in Syrië, en zou die gedeeltelijk terugtrekken. Rusland stond ook borg voor de Syrische regering, Turkije voor de rebellengroepen en Iran voor de regering en de sjiitische milities die aan regeringskant vochten.

### Het staakt-het-vuren
De eerste dagen na ingang hield het bestand in Syrië stand. Begin januari 2017 riep Rusland zijn vliegdekschip dat voor de Syrische kust opereerde terug. Na vijf dagen begon het regeringsleger echter met nieuwe offensieven in de buitenwijken van de hoofdstad Damascus, waarop tien rebellengroepen dreigden niet deel te nemen aan de gesprekken in Astana tot het bestand volledig werd uitgevoerd. Een van die plaatsen was Wadi Barada, waar 70% van Damascus' drinkwater vandaan kwam. Hierdoor kreeg de hoofdstad te maken met een ernstig drinkwatertekort. Er werd ook melding gemaakt van luchtaanvallen door niet-geïdentificeerde vliegtuigen.

## Inhoud
De Veiligheidsraad waardeerde en steunde de bemiddeling van Rusland en Turkije om een staakt-het-vuren te bereiken en een politiek proces te starten in Syrië. De enige oplossing voor het conflict in dat land was een door Syrië zelf geleid politiek proces. Een belangrijke stap daarin was het geplande gesprek tussen de Syrische regering en vertegenwoordigers van de oppositie in Astana; dat voorafging aan de hervatting van de door de Verenigde Naties geleide onderhandelingen in Genève op 8 februari 2017.

## Verwante resoluties
- Resolutie 2254 Veiligheidsraad Verenigde Naties (2015)
- Resolutie 2268 Veiligheidsraad Verenigde Naties

Lijst ·  2260 ·  2261 ·  2262 ·  2263 ·  2264 ·  2265 ·  2266 ·  2267 ·  2268 ·  2269 ·  2270 ·  2271 ·  2272 ·  2273 ·  2274 ·  2275 ·  2276 ·  2277 ·  2278 ·  2279 ·  2280 ·  2281 ·  2282 ·  2283 ·  2284 ·  2285 ·  2286 ·  2287 ·  2288 ·  2289 ·  2290 ·  2291 ·  2292 ·  2293 ·  2294 ·  2295 ·  2296 ·  2297 ·  2298 ·  2299 ·  2300 ·  2301 ·  2302 ·  2303 ·  2304 ·  2305 ·  2306 ·  2307 ·  2308 ·  2309 ·  2310 ·  2311 ·  2312 ·  2313 ·  2314 ·  2315 ·  2316 ·  2317 ·  2318 ·  2319 ·  2320 ·  2321 ·  2322 ·  2323 ·  2324 ·  2325 ·  2326 ·  2327 ·  2328 ·  2329 ·  2330 ·  2331 ·  2332 ·  2333 ·  2334 ·  2335 ·  2336